# Edward Bagnall Poulton
Edward Bagnall Poulton, né le 27 janvier 1856 et mort le 20 novembre 1943, est un biologiste évolutionniste britannique, un défenseur de longue date de la sélection naturelle à une époque où de nombreux scientifiques tels que Reginald Punnett doutent de son importance. Il invente le terme sympatrie pour désigner l'évolution des espèces au même endroit et, dans son livre The Colours of Animals (1890), il est le premier à reconnaître la sélection dépendante de la fréquence. On se souvient de lui pour ses travaux pionniers sur la coloration et le camouflage des animaux, et en particulier pour avoir inventé le terme aposématisme pour désigner la coloration d'avertissement. Il est devenu professeur Hope de zoologie à l'Université d'Oxford en 1893.

## Vie
Edward Poulton nait à Reading, Berkshire le 27 janvier 1856, fils de l'architecte William Ford Poulton et de son épouse, Georgina Sabrina Bagnall. Il fait ses études à l'Oakley House School à Reading, qu'il décrit comme ayant des élèves principalement non conformistes.
Entre 1873 et 1876, Poulton étudie au Jesus College d'Oxford sous la direction de George Rolleston et de l'entomologiste anti-darwinien John Obadiah Westwood, où il obtient un diplôme de première classe en sciences naturelles. Il maintient un lien ininterrompu avec le collège pendant soixante-dix ans en tant qu'érudit, conférencier et membre (nommé à une bourse en 1898) jusqu'à sa mort. Il est un généreux bienfaiteur du Jesus College, fournissant de l'argent pour la table haute et redécorant l'ancienne bourse, entre autres dons.
Il est fait chevalier par le roi George V en 1935. Poulton meurt à Oxford le 20 novembre 1943.

## Carrière

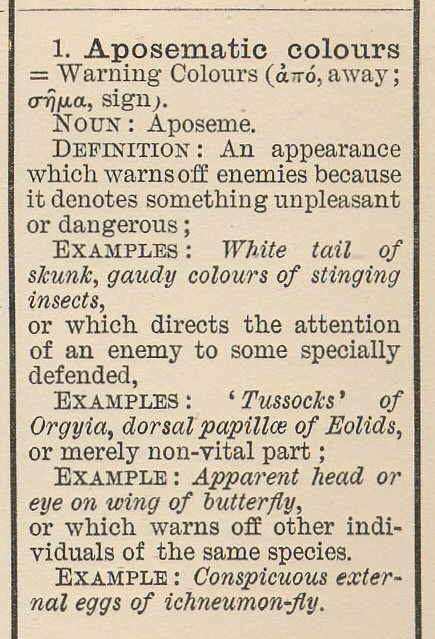
Les Couleurs des Animaux, 1890, ont introduit des termes incluant « aposématique ».

Poulton est un darwiniste, croyant en la sélection naturelle comme la principale force de l'évolution. Son livre de 1890, Les couleurs des animaux, introduit les concepts de sélection dépendante de la fréquence et de coloration aposématique, tout en soutenant les théories alors impopulaires de Darwin sur la sélection naturelle et la sélection sexuelle. Il mène une série d'expériences sur les couleurs des chenilles polymorphes pour examiner si la nourriture, l'environnement ou d'autres facteurs sont impliqués dans leurs changements de couleur. Il peut montrer que les chenilles sont sensibles aux couleurs de fond et que cela est perçu même lorsqu'elles sont aveuglées, et est parmi les premiers à suggérer une photoréception extraoculaire.
Poulton élargit les collections entomologiques Hope avec ses captures sur le terrain qui lui valent le surnom de "Bag-all" Poulton. De nombreux spécimens sont démontés et conservés dans des boîtes à biscuits.
Dans son livre de 1896 Charles Darwin et la théorie de la sélection naturelle, Poulton décrit L'origine des espèces de Darwin comme « incomparablement le plus grand ouvrage » que les sciences biologiques aient jamais vu. Les critiques de la sélection naturelle, affirme Poulton, n'ont pas pris le temps de la comprendre.
Poulton, avec Julian Huxley, John Burdon Sanderson Haldane, Ronald Aylmer Fisher et Edmund Brisco Ford, promeuvent l'idée de la sélection naturelle tout au long de la période de l'éclipse du darwinisme, lorsqu'elle est dénigrée. Il y a un long débat entre Poulton et le généticien Reginald Punnett, l'un des disciples de Bateson. Le Mimétisme chez les papillons de Punnett de 1915 a rejeté la sélection comme cause principale du mimétisme, tandis que Poulton l'a soutenu. En outre, les Essais sur l'évolution de Poulton de 1908 s'opposaient à la génétique au motif que le « mendélisme » est un obstacle à la pensée évolutionniste ; mais il changea d'avis et en vint à soutenir le travail de la Société Génétique.

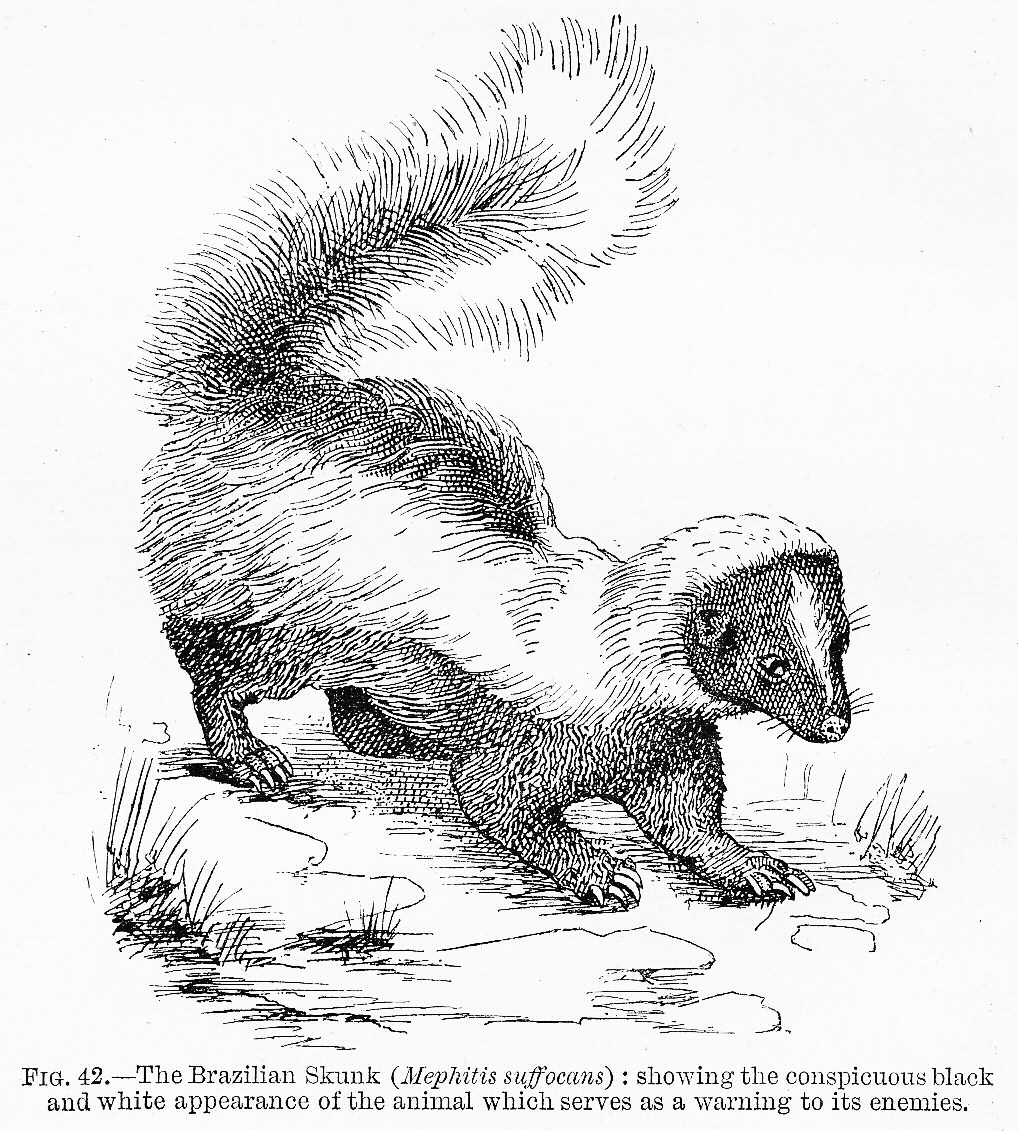
Avertissement de coloration de la "Mouffette brésilienne" dans The Colors of Animals : Poulton a introduit le terme aposématisme dans le livre.

Le discours présidentiel de Poulton à la British Association en 1937, à l'âge de 81 ans, a passé en revue l'histoire de la pensée évolutionniste. Il a déclaré que les travaux de Haldane, Fisher et Huxley sont d'une importance vitale pour montrer les relations entre le mendélisme et la sélection naturelle. Les observations et expériences de nombreux biologistes avaient "immensément renforcé et confirmé" les recherches sur le mimétisme et les couleurs d'avertissement de pionniers comme Bates, Wallace, Meldola, Trimen et Müller.

## Famille

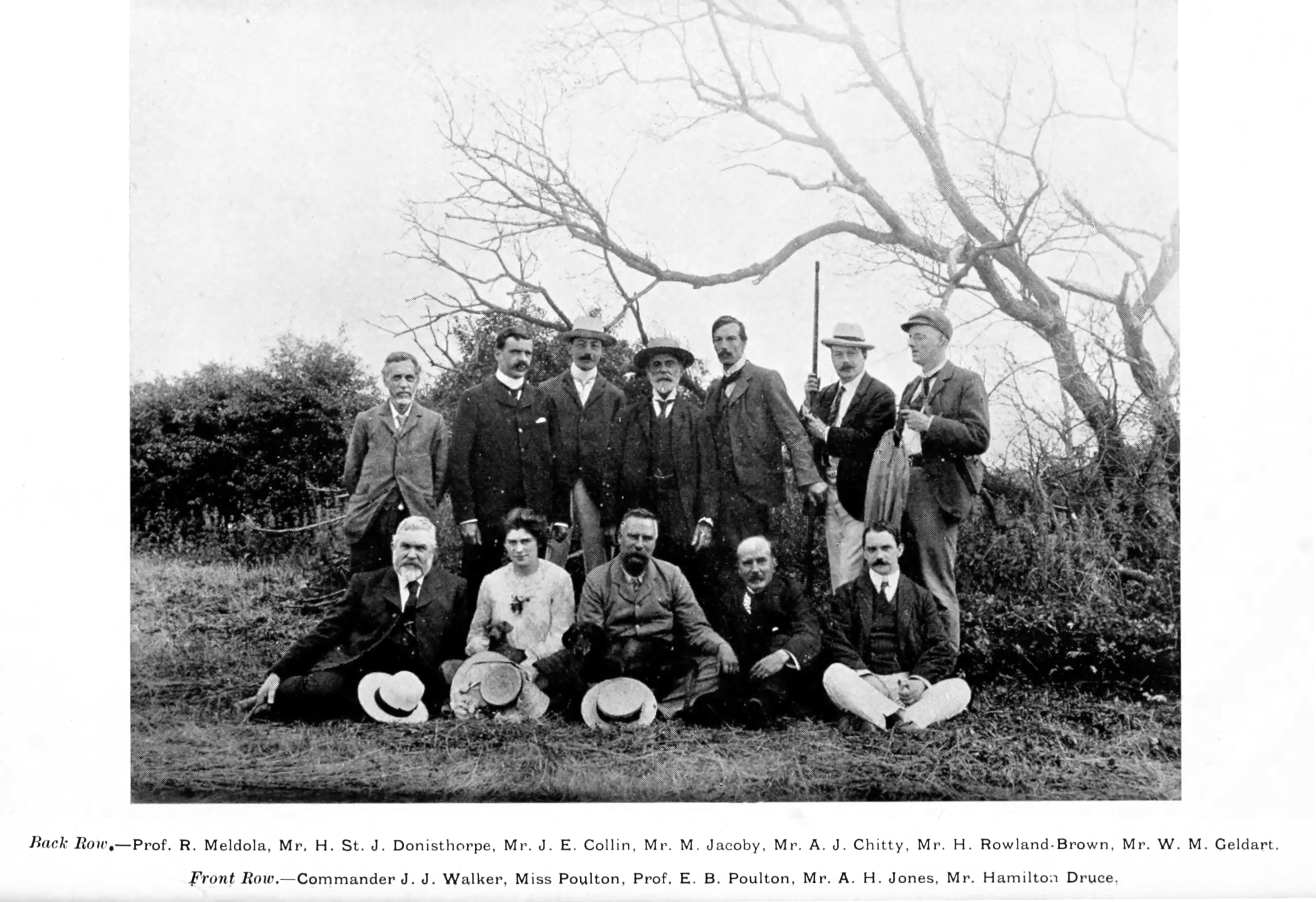
Poulton avec l'Entomological Society en 1904 (assis, au centre)

Poulton vit avec sa famille au 56 Banbury Road à North Oxford, une grande maison gothique victorienne conçue par John Gibbs et construite en 1866. En 1881, il épouse Emily Palmer (décédée en 1939), fille de George Palmer, député de Reading et chef de l'entreprise de biscuits Huntley and Palmer ; ils ont cinq enfants. Trois d'entre eux sont morts en 1919. Leur fils aîné, le Dr Edward Palmer Poulton de l'hôpital Guy, est décédé en 1939, ce qui signifie que Sir Edward n'a survécu que par sa fille Margaret Lucy (1887-1965), épouse du Dr Maxwell Garnett. Le fils de Poulton, Ronald Poulton-Palmer a joué au rugby international pour l'Angleterre et est tué en mai 1915 pendant la Première Guerre mondiale. Sa première fille Hilda épouse le Dr Ernest Ainsley-Walker et meurt en 1917. Sa plus jeune fille, Janet Palmer, épouse Charles Symonds en 1915 et mourut en 1919.

## Héritage
On se souvient de Poulton comme l'un des premiers initiateurs du concept d'espèce biologique,,. Selon Ernst Mayr, Poulton invente le terme sympatrique en relation avec les espèces.

## Œuvres publiées
Poulton a plus de 200 publications s'étalant sur soixante ans dont :
- 1890. The Colours of Animals: Their Meaning and Use, Especially Considered in the Case of Insects. Kegan Paul, Londres.
- 1896. Charles Darwin and the Theory of Natural Selection. Cassell, Londres.
- 1904. What is a Species? (Discours présidentiel à l'Entomological Society of London, janvier 1904) Proceedings of the Entomological Society of London, 1903.
- 1908. Essays on Evolution. Londres, Cassell .
- 1909. Charles Darwin and the Origin of species; addresses, etc., in America and England in the year of the two anniversaries[18]
- 1915. Science and the Great War: The Romanes Lecture for 1915 Clarendon Press, Oxford.

## Prix et distinctions
- Membre de la Royal Society en juin 1889[2],[19].
- Président de la Linnean Society (1912-1916)
- Médaille Darwin de la Royal Society en 1914
- Médaille Linnéenne de la Linnean Society en 1922.
- Fait chevalier en 1935.
- Président de la British Association for the Advancement of Science en 1937.

## Voir également
- Coloration adaptative chez les animaux (livre de Hugh Cott)